# Berberis hochreutinerana
Berberis hochreutinerana är en berberisväxtart som beskrevs av Macbride. Berberis hochreutinerana ingår i släktet berberisar, och familjen berberisväxter. Inga underarter finns listade i Catalogue of Life.